# Ахтиарська печера
Ахтиарська печера — печера, розташована в Абхазії в масиві Арабіка. Довжина 800 м, проєктна довжина 560 м, амплітуда 410 м (-390, +20), площа 1600 м², об'єм 40000 м³, висота входу 2520 м.

## Складнощі проходження печери
По спортивній класифікації печера відноситься до категорії 3Б. Навішування спорядження потрібно на колодязях глибиною: 15, 18, 15, 90, 90, 72 і 33 метрів.

## Опис печери
«Вхід у шахту розташований у північно-східній частині масиву. Невелика провальна воронка, заповнена снігом, виводить до Крижаного залу з потужними скупченнями криги. Вузький лаз веде в систему похилих ходів та невеликих колодязів. На глибині 35 м привхідна частина шахти, закладена по системах тріщин з простягання 320°, закінчується. Головна гілка порожнини орієнтована вздовж систем тріщин з простягання 50-60°. На північний схід поступово піднімається галерея до відмітки 20 м. У кінцевому залі є колодязь, ймовірно, пов'язаний з більш високо розташованими поглинаючими понорами.
На південний захід головна гілка шахти спадає до низу. Вузька щілина виводить в 1-й обвальний зал, з якого йдуть два ходи. Перший з них виводить в старішу галерею, пройдену до глибини 220 м. Другий — у більш молоду, обводнену систему. 10-метровий колодязь, 18-метрова щілина і 14-метровий колодязь приводять у 2-й обвальний зал. З нього вузька щілина приводить до системи колодязів і шахт глибиною 35, 15, 45 та 40 м, На дні останнього колодязя, на глибині 275 м розташований 3-й обвальний зал. Вузький глинистий хід відкривається в 70-метровий похилий колодязь, що приводить в 4-й, а потім, через 40-метровий колодязь, в 5-й (кінцевий) обвальні зали. Стара частина шахти складається з серії тріщинних колодязів, що виводять в 6-й і 7-й обвальні зали на глибині 175 і 220 м. Ця частина порожнини обвалонебезпечна.»

## Характеристики печери
- «У малу воду підземний водотік простежується тільки на окремих ділянках печери. Температура води на глибині 200 м 2,5-3,0° C.»[3]
- «У верхній частині порожнини є багато напівзруйнованих сталактитів, сталагмітів, натічних кор.»[3]
- «Потужні скупчення криги заповнюють Крижаний зал. Дуже красиві крижані натікання і кристали знаходяться також у верхній частині.»[3]
- Брили-обвальні накопичення заповнюють дно 1-го, 2-го, 3-го, 4-го і 5-го обвальних залів.

## Історія дослідження
У монографії Тінтілозова інформація про цю печеру відсутня. Шахта відкрита в 1973 р. В. П. Шараповим. Її дослідження та топозйомка були проведені в 1973 (до 350 м) і в 1974 рр. (до 390 м) Севастопольською секцією спелеотуризму (3.П. Шарапов, В. А. Дегтяренко, Н. Н. Ледженко і др.).